# AEアラサトゥバ
AEアラサトゥバ (ポルトガル語: Associação Esportiva Araçatuba)は、ブラジル・サンパウロ州アラサトゥバを本拠地とするサッカークラブである。1972年12月15日設立。

## タイトル

### 国内タイトル
- カンピオナート・パウリスタ・セリエA2 : 3回
  - 1973, 1991, 1994

### 国際タイトル
なし

## 歴代監督
- ジョアン・カルロス・ダ・シウバ・コスタ 1999
- ジョゼ・カルロス・セホーン 1997